# Toga Vin & Ølstue
Toga Vinstue er et værtshus (med det Holberg-inspirerede kaldenavn "Det politiske kandestøberi" og lignende) i Store Kirkestræde 3 (stueetagen på Warbugs Hus) i Københavns indre by, ikke langt fra Christiansborg. 

## Historie

### Start og tidlig historie
Tekst mangler, hjælp os med at skrive teksten

### "Den politiske kandestøber"
Toga er især kendt for "Toga-netværk" af yngre politikere, især dem, der i slutningen af 1980'erne og begyndelsen af 1990'erne havde været aktive i de politiske ungdomsorganisationer. Værtshuset er et meget populært tilholdssted for politikere og medlemmer af de danske ungdomspolitiske organisationer.
De unge mødtes på tværs af politiske skel og diskuterede politik og sang med på politiske sange. Der blev afholdt akustiske koncerter, hvor fx Pelle Voigt, Søren Pind og rockgruppen Free To Choose optrådte på slap line.[kilde mangler]

### Nyere historie
Stedet skiftede ejer 1. februar 2006. Hidtil var det været ejet af cand.polit Johannes Lund Petersen. I 2010 overtog Per Loft Rasmussen og Peter Frederiksen stedet. Per Loft døde i november 2013, herefter overtog Peter Frederiksen stedet alene.
Toga var et af de første værtshuse i Danmark til at acceptere kryptovalutaen Bitcoin som betalingsmiddel.[kilde mangler]

## Aktiviteter
I forbindelse med valg arrangeres der fortsat aftener med de opstillede kandidater i baren.
På Folkemødet i Allinge popper der en teltudgave af Toga Vinstue op.